# Posada (Sardenha)
Posada é uma comuna italiana da região da Sardenha, província de Nuoro, com cerca de 2.371 habitantes. Estende-se por uma área de 33 km², tendo uma densidade populacional de 72 hab/km². Faz fronteira com Budoni, Siniscola, Torpè.

## Demografia
| Variação demográfica do município entre 1861 e 2011                               |
|                                                                                   |
| Fonte: Istituto Nazionale di Statistica (ISTAT) - Elaboração gráfica da Wikipedia |